# (1197) Rhodesia
(1197) Rhodesia – planetoida z pasa głównego asteroid okrążająca Słońce w ciągu 4 lat i 325 dni w średniej odległości 2,88 au. Została odkryta 9 czerwca 1931 roku w Union Observatory w Johannesburgu przez Cyrila Jacksona. Nazwa planetoidy pochodzi od Rodezji (obecnie Zimbabwe), kraju w południowej Afryce. Przed nadaniem nazwy planetoida nosiła oznaczenie tymczasowe (1197) 1931 LD.